# Katsumi Ukita
Katsumi Ukita (japanisch 浮田 克躬, Ukita Katsumi; geboren 17. Februar 1930 in Tokio; gestorben 30. August 1989) war ein japanischer Maler im Yōga-Stil.

## Leben und Wirken
Katsumi Ukita wollte schon früh Maler werden. Er konnte nach Abschluss der Mittelschule mit einer Sondergenehmigung ein Studium an der „Tōkyō bijutsu gakkō“ (東京美術学校), einer der Vorläufereinrichtungen der heutigen Universität der Künste Tokio, beginnen. Er machte 1950 im Alter von nur 20 Jahren seinen Studienabschluss, ein bis heute unerreichter Rekord.
1950 wurde zum ersten Mal ein Bild von Ukita auf der Ausstellungsreihe der Künstlervereinigung „Shinsei-ha kyōkai“ (新制派協会) angenommen. Ab 1954 bildete er sich unter Tasaki Hirosuke weiter. 1957 wurde er mit einem Bild zur 13. „Nitten“ zugelassen und erhielt 1958 auf der 1. „Shin-Nitten“ eine Auszeichnung.
Von 1959 an beschäftigte Ukita sich acht Jahre mit Hokkaidō und schuf eine Bilderserie unter dem Titel „Kita no fūkei“ (北の風景) – „Die Landschaft des Nordens“. 1967 besuchte er zum ersten Mal Europa, malte Landschaften in Frankreich – bekannt ist sein Bild vom Canal Saint-Martin in Paris – und Nordeuropa und besuchte schließlich Brasilien. Das festigte seine Bekanntheit als Landschaftsmaler.
Ukita wurde vielfach ausgezeichnet:
- 1958 „Yasui-shōrei-shō “ (安井奨励賞),
- 1958 „Nitten-tokusen“ (日展特選),
- 1968 „Shōwa-kai-shō“ (昭和会賞),
- 1979 „Kommandore-Official-Orden, Brasilien“ (コメンダドール・オフィシャル章(ブラジル)),
- 1986 4. „Miyamoto-Saburō-kinen-shō“ 宮本三郎記念賞(第4回) für das Bild „城砦の島“,
- 1988 20. „Nitten-naikaku-sōridajin-shō“ (日展内閣総理大臣賞(第20回)).